# Topobea induta
Topobea induta är en tvåhjärtbladig växtart som beskrevs av Markgr.. Topobea induta ingår i släktet Topobea och familjen Melastomataceae. IUCN kategoriserar arten globalt som otillräckligt studerad.
Artens utbredningsområde är Ecuador. Inga underarter finns listade i Catalogue of Life.